# نويبوكو
نويبوكو (بالألمانية: Neubukow) هي بلدة ألمانية تقع في ألمانيا في مكلنبورغ فوربومرن. يقدر عدد سكانها بـ 4,275 نسمة .

## المدن التوأمة
مدن Reinfeld و شتاينفورت هي مدن توأمة لـنويبوكو.

## أعلام
- هاينريش شليمان
- رودلف غولشميدت